# Procopius ensifer
Procopius ensifer är en spindelart som beskrevs av Simon 1910. Procopius ensifer ingår i släktet Procopius och familjen flinkspindlar. Inga underarter finns listade i Catalogue of Life.